# 寶山交流道
24°45′26″N 121°00′22″E / 24.757172°N 121.006042°E
寶山交流道為臺灣國道三號的交流道，位於臺灣新竹縣寶山鄉，為連接新竹科學園區而設立，指標為98k，於2004年1月16日啟用。
位於寶山鄉的寶山交流道，曾於2014年獲評比為全國交流道美化第3名。
|  | 98 寶山 | 寶山 新竹科學園區 |

## 外部連結
- 國道三號寶山交流道示意圖 （页面存档备份，存于）（交通部高速公路局）